# Colicodendron scabridum
Colicodendron scabridum är en kaprisväxtart som först beskrevs av Carl Sigismund Kunth, och fick sitt nu gällande namn av Hutchinson. Colicodendron scabridum ingår i släktet Colicodendron, och familjen kaprisväxter. Inga underarter finns listade i Catalogue of Life.